# Marko Kon
Marko Kon (Марко Кон), född 20 april 1972, är en serbisk sångare.
Kon representerade Serbien i Eurovision Song Contest 2009 i Moskva, men gick inte till final. Han blev i semifinalen 10:e men expertjuryn valde 13:e placerade Kroatien som tionde sången och Serbien blev utan finalen.